# El Cardón
El Cardón är en ort i Mexiko.   Den ligger i kommunen Mulegé och delstaten Baja California Sur, i den västra delen av landet, 1 600 km nordväst om huvudstaden Mexico City. El Cardón ligger 2 meter över havet och antalet invånare är 165.
Terrängen runt El Cardón är mycket platt. Havet är nära El Cardón åt sydväst.  El Cardón är det största samhället i trakten. 